# Heterokrohnia longicaudata
Heterokrohnia longicaudata är en djurart som tillhör fylumet pilmaskar, och som beskrevs av Hagen och Kapp 1986. Heterokrohnia longicaudata ingår i släktet Heterokrohnia och familjen Eukrohniidae. Inga underarter finns listade i Catalogue of Life.